# Yongin City FC
Yongin City FC war ein Fußballfranchise aus Yongin, Südkorea. Es spielte in der Korea National League, der dritthöchsten Spielklasse Südkoreas.

## Geschichte
Das Franchise wurde im Jahr 2010 gegründet und spielt seit der Saison 2010 in der Korea National League.
In ihrer ersten Saison 2010 erreichte sie einen beachtlichen 6. Platz der Korea National League. Die darauffolgende Spielzeit schloss der Verein als Tabellenelfter ab. Die Saison 2012 war ihre beste Saison, Yongin konnte sich über Abschlussrang sechs für die Korean National-League-Meisterschaft qualifizieren. Sie kamen bis in die zweite Runde, wo sie Incheon Korail unterlagen. 2013 wurde keine gute Saison. Sie wurden 9. und somit Vorletzter. Die Saison 2014 wurde noch schlechter. Sie wurden 10. und somit Letzter. 2015 wurden sie wieder 6. 2016 waren sie mit 8 Punkten Abstand die schlechteste Mannschaft der Liga gewesen. Bisher konnte sich der Verein nur einmal für die Korea-National-League-Meisterschaft qualifizieren. Nach Ende der Saison gab die Stadtverwaltung bekannt, den Verein auflösen zu wollen und aus der Korea National League auszutreten. Damit wurde der Verein nach 6 Jahren wieder aufgelöst.

## Stadion
Ihre Heimspiele trug die Mannschaft im Yongin-Stadion aus.